# سوبولیتسه (شهرستان ژاری)
سوبولیتسه (به لهستانی:  Sobolice) یک روستا در لهستان است که در گمینا پژووز واقع شده‌است. سوبولیتسه ۱۰۰ نفر جمعیت دارد.